# Palazzo del Massaro

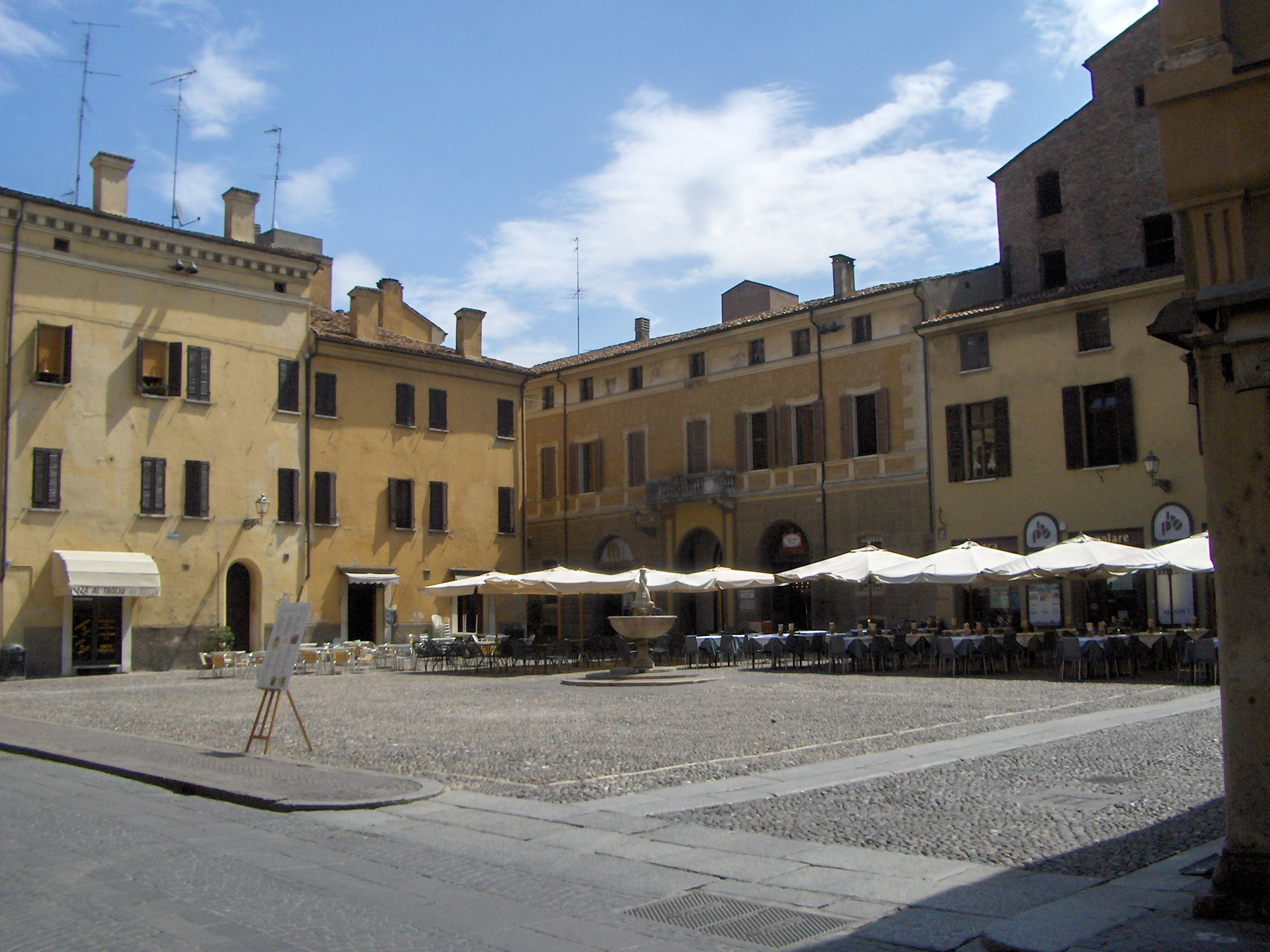
Mantova, Piazza Broletto.

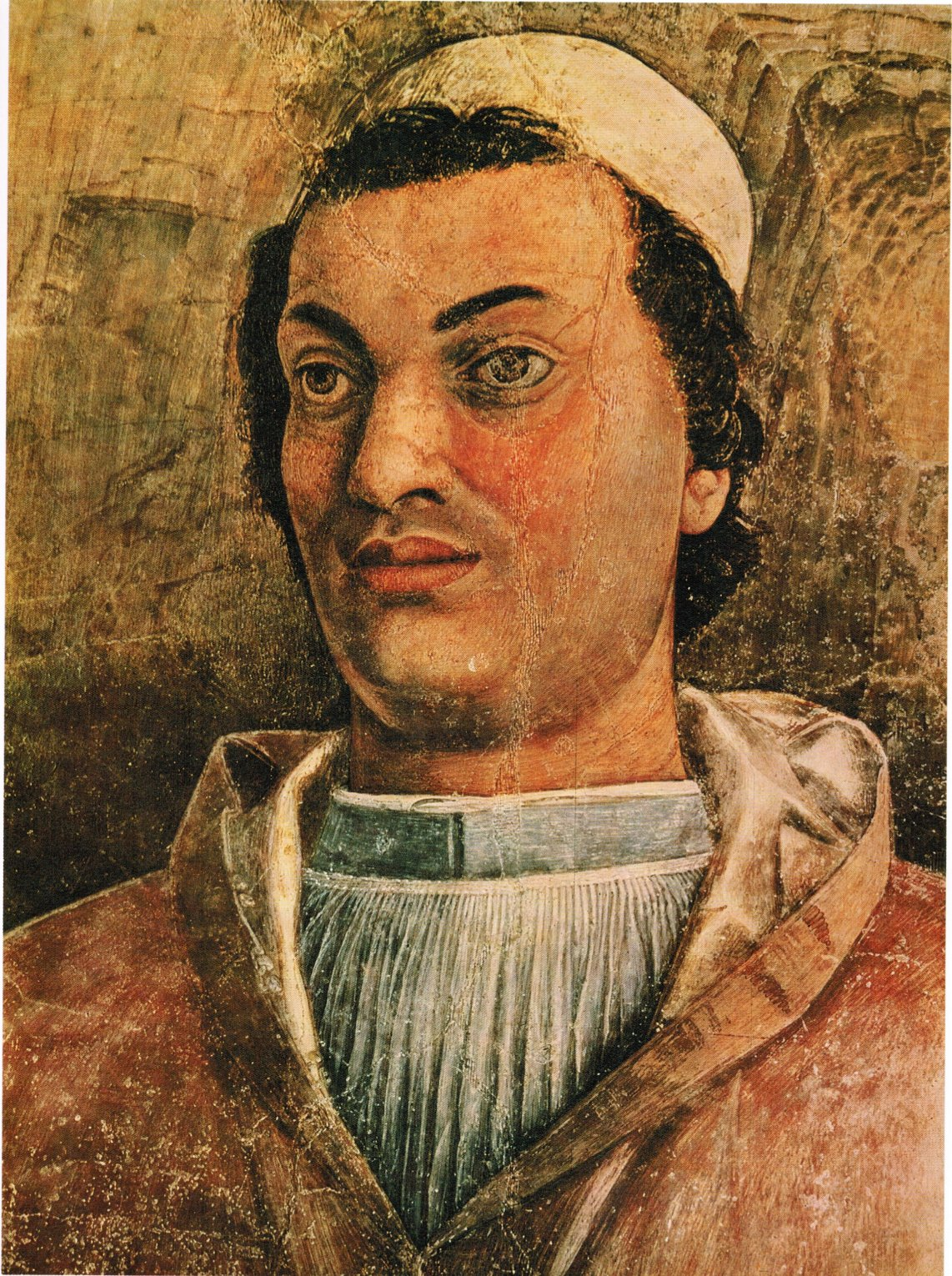
Francesco Gonzaga ritratto da Mantegna nella Camera degli Sposi

Il Palazzo del Massaro è un edificio storico di Mantova, sito in Piazza Broletto.

## Storia e descrizione
Fu costruito nel XIV secolo ed ospitava la sede del massaro,  amministratore dei beni del Comune. L'edificio è collegato, attraverso  l'Arengario, al Palazzo del Podestà, del 1227. Intorno alla prima metà del Cinquecento, alla struttura originaria venne sovrapposto un altro edificio verso la piazza, al fine di poterlo allineare con il Palazzo della Dogana, sede del Consiglio degli Anziani.
Alcune stanze del palazzo vennero probabilmente utilizzate a residenza di Francesco Gonzaga, figlio del marchese Ludovico III Gonzaga, dopo aver ottenuto la porpora cardinalizia. Un affresco con lo stemma cardinalizio farebbe risalire al suo proprietario. Francesco abitò forse il palazzo dal 1461 al 1466, anno in cui venne nominato vescovo di Mantova (fino al 1483).
Durante i lavori di restauro nei primi anni Ottanta, sono venuti alla luce sotto gli intonaci importanti affreschi databili alla metà del Quattrocento, probabilmente opera di allievi della scuola di Pisanello.